# ガムシャラ!
『ガムシャラ!』は、テレビ朝日で2014年4月13日（12日深夜）から2016年4月3日まで放送されていたジャニーズJr.がメインのバラエティ番組。

## 概要
2014年2月1日・2日にテレビ朝日の新ホール・EXシアター六本木で開催された『ガムシャラJ's Party!!』に続く、テレビ朝日とジャニーズのコラボプロジェクトとしてスタートした番組であり、番組のテーマは「スターは1日にしてならず。」。毎週Jr.たちがスターとして輝くために必要なことを学ぶためのロケに挑み、その様子をサポーターとして参加するSexy Zoneの佐藤勝利、中島健人、菊池風磨もいるスタジオでVTRで発表する。
開始当初数回は、スタジオにJr.が大挙勢ぞろいし、事前に収録したロケ企画を全員で見ながら進行する形式であったが、すぐに全編ロケ企画で進行する形式に変わった。
BS朝日で放送される「ガムシャラ!J's Party」とコラボレーションしており、Jr.の中から数人が選ばれ、短期間で様々な技能を習得しEX THEATER ROPPONGIで月1回開催される「ガムシャラj's Party」公演中に披露することを目指す「一発決めたるJ」を同時進行で行っていた。2014年7月19日 - 8月24日までの期間にテレビ朝日主催で開催された「テレビ朝日・六本木ヒルズ 夏祭り SUMMER STATION」の一環で、当番組の出演者が日替わりで公演するライブイベント「ガムシャラSexy夏祭り」がEX THEATER ROPPONGIで開催され、2014年8月3日の公演では、テレビ朝日系列全国ネットで11:45 - 11:50（大型特別番組『1日丸ごと夏祭りデー』内）まで生放送で中継が行われ、「我」「武」「者」「羅」の4チームが生放送中に、公演中で各チームが披露している技をメドレーで生披露した。

## 主な出演者
番組開始時
- 安井謙太郎、松村北斗、神宮寺勇太、ジェシー、岩橋玄樹、髙橋海人、中村嶺亜
- 森田美勇人、松田元太、松倉海斗、田島将吾、角田侑晟、宮近海斗、髙橋颯、半澤暁、増田良、諸星翔希

2016年4月時点
- Love-tune
  - 安井謙太郎（主に企画の司会進行を務める。）、真田佑馬、諸星翔希、阿部顕嵐、森田美勇人、萩谷慧悟、長妻怜央

- SixTONES
  - ジェシー、松村北斗、田中樹、京本大我、森本慎太郎、髙地優吾

- Snow Man
  - 深澤辰哉、 渡辺翔太、 岩本照、 阿部亮平

- Prince
  - 岩橋玄樹、神宮寺勇太、岸優太

- Mr.KING
  - 髙橋海人

- Travis Japan
  - 宮近海斗、仲田拡輝、七五三掛龍也、梶山朝日、中村海人

- HiHi Jets
  - 井上瑞稀、橋本涼、髙橋優斗

- 天才Genius
  - 菅田琳寧、村木亮太、本髙克樹

- 松倉海斗、松田元太、高橋颯、田島将吾、半澤暁、増田良、永田慈英、高田翔、羽生田挙武、寺西拓人、鈴木舜映、谷村龍一、林蓮音、中村嶺亜、岡本カウアン、ヴァサイェガ光

## コーナー
2015年現在は、主に一つの単発企画を2週に渡って放送する形式がメインとなっており、下記に詳述されている、コーナー名が設けられた企画は現在は行われていない。

### 過去のコーナー
ジェシーに英語で言われナイト
ガムシャラ!○○!
スターに必要な能力を習得するため、職業体験など様々な修行を行う。
EXシアターで一発決めたるJ!
EX THEATER ROPPONGIで毎月行われている「ガムシャラJ's Party」の本番ステージ上でパフォーマンスを披露する企画。
松村北斗のほくほく北斗!
松村北斗が、主に関東で話題のほくほくグルメ（食べるには温度が熱く食べ辛い食べ物）を食べ歩く企画。
youたち何できんの!?
Jr.たちの知られざる特技を披露する企画。
ジェシーの壁ドンENGLISH
女の子が言って欲しい胸キュンフレーズをジェシーが英語で画面に向かって囁く。視聴者に向けて同時に和訳も表示される。
はじめてのフウ
タイトルは、「キテレツ大百科」の主題歌「はじめてのチュウ」のパロディ。高橋颯が今まで経験したことのない、バラエティ番組では定番の企画にチャレンジする企画。
ガムシャラ!セキララ!
ジャニーズjrが結束を固めるために、赤裸々な本音をぶつけ合う企画。スタジオパートでの収録があった時期しか放送されていない。
いっぱつカイトー！
髙橋海人が視聴者の悩みをその場ですぐ考え解決！？するコーナー。

## 放送リスト
| 回 | 放送日 | ガムシャラ！○○! | ガムシャラ！○○! | EXシアターで一発決めたるJ!                                         | 個人コーナー |
| -- | ------ | --- | --- | ------------------------------------------------------------------ | --- |
| 1  | 4/12   | 究極のシャンプーを習得せよ! | ジェシー、半澤暁、中村嶺亜 | 『早業スプレーアート』 安井謙太郎 羽生田挙武 鈴木舜映              | ◇松村北斗のほくほく北斗!『肉まん』（五十番 神楽坂本店） ◇YOUたち!何ができんの?高橋颯『ヘッドスピン』 |
| 2  | 4/19   | グルメリポート! | 諸星翔希、寺西拓人 森田美勇人、七五三掛龍也 | 『早業スプレーアート』 安井謙太郎 羽生田挙武 鈴木舜映              | ◇ジェシーの壁ドンENGLISH 『ちょっと気になる幼なじみに失恋話を聞いてもらっている時にいわれたい一言』 ◇ガムシャラ！セキララ！ 『北斗君は365日いつでもカッコつけられるのがすご〜く気になる！』（神宮寺勇太→松村北斗） |
| 3  | 4/26   | ガムシャラ!を老若男女に宣伝しろ! | ジェシー、岩橋玄樹、髙橋海人 松村北斗、中村嶺亜、安井謙太郎 | 『早業スプレーアート』 安井謙太郎 羽生田挙武 鈴木舜映              | ◇松村北斗のほくほく北斗！『たこ焼き』（たこ竜 本駒込） |
| 4  | 5/3    | ガムシャラ!を老若男女に宣伝しろ! | ジェシー、岩橋玄樹、髙橋海人 松村北斗、中村嶺亜、安井謙太郎 | 『ポールダンス』 松村北斗 森本慎太郎 永田慈英                      | - |
| 5  | 5/10   | ガムシャラ!にお母さんを笑顔にしろ! | ジェシー、髙橋颯、阿部顕嵐、安井謙太郎 田中樹、森本慎太郎、岩橋玄樹 神宮寺勇太、森田美勇人 | 『ポールダンス』 松村北斗 森本慎太郎 永田慈英                      | - |
| 6  | 5/17   | - | - | 『ポールダンス』 松村北斗 森本慎太郎 永田慈英                      | ◇YOUたち!何ができんの!? 田島将吾『一瞬で目を二重から一重に！』 ジェシー『板割り』 |
| 7  | 5/24   | 苦手なものを克服!?ニセ催眠術ドッキリ! | 岸優太、中村嶺亜、諸星翔希 森田美勇人、髙橋海人、半澤暁 | 『ロープスキッピング』 ジェシー 髙橋颯 諸星翔希                    | ◇岩橋玄樹の漢字検定1級入魂 『蠱惑(コワク)』 |
| 8  | 5/31   | 激辛料理を「思いやり」で制覇せよ! | 岸優太、髙地優吾、髙橋颯、松倉海斗 ジェシー、森田美勇人、神宮寺勇太、梶山朝日 | 『ロープスキッピング』 ジェシー 髙橋颯 諸星翔希                    | - |
| 9  | 6/7    | わらしべ長者でスターに相応しいものを手に入れろ! | ジェシー、岩橋玄樹、神宮寺勇太 髙橋海人、田中樹、安井謙太郎 松村北斗、中村嶺亜、岸優太 | 『ロープスキッピング』 ジェシー 髙橋颯 諸星翔希                    | - |
| 10 | 6/14   | ガムシャラ!にお父さんを笑顔にせよ! | ジェシー、岩橋玄樹、髙橋海人 松村北斗、半澤暁、深澤辰哉 | 『ロープスキッピング』 ジェシー 髙橋颯 諸星翔希                    | - |
| 11 | 6/21   | ガムシャラSexy夏祭りスペシャル!課題パフォーマンス＆メンバーを大発表! ◆チーム我（フリースタイルバスケ） ジェシー・増田良・半澤暁・岩本照・深澤辰哉 ◆チーム武（ブレイクダンス） 岩橋玄樹・松田元太・髙橋颯・髙橋海人・林蓮音 ◆チーム者（ファンカッション） 神宮寺勇太・松倉海斗・中村嶺亜・田島将吾・井上瑞稀 ◆チーム羅（ダブルダッチ） 松村北斗・森本慎太郎・諸星翔希・京本大我・田中樹                                   | ガムシャラSexy夏祭りスペシャル!課題パフォーマンス＆メンバーを大発表! ◆チーム我（フリースタイルバスケ） ジェシー・増田良・半澤暁・岩本照・深澤辰哉 ◆チーム武（ブレイクダンス） 岩橋玄樹・松田元太・髙橋颯・髙橋海人・林蓮音 ◆チーム者（ファンカッション） 神宮寺勇太・松倉海斗・中村嶺亜・田島将吾・井上瑞稀 ◆チーム羅（ダブルダッチ） 松村北斗・森本慎太郎・諸星翔希・京本大我・田中樹                                   | -                                                                  | ◇髙橋颯のはじめてのフウ 『激痛足つぼ刺激』 |
| 12 | 6/28   | ガムシャラ!Sexy夏祭り!!で戦う各チームの特訓を大公開! 『お化け屋敷でボールを落とさずゴールせよ!』 | ◆チーム我 | -                                                                  | ◇松村北斗のほくほく北斗! 『コロッケ』（まるや肉店 文京区） |
| 13 | 7/5    | ガムシャラ!Sexy夏祭り!!で戦う各チームの特訓を大公開! 『テレビ朝日を掃除して筋力アップせよ!』 | ◆チーム武 | -                                                                  | ◇髙橋颯のはじめてのフウ 『鼻こよりでクシャミ』 |
| 14 | 7/12   | ガムシャラ!Sexy夏祭り!!で戦う各チームの特訓を大公開! 『ガムシャラ特訓!息を合わせて頂上を目指せ!ムカデ歩行登山』 | ◆チーム羅 | -                                                                  | ◇ジェシーの壁ドンENGLISH 『会社で憧れの先輩がエレベーターに乗ってきたときに言われたい一言』 |
| 15 | 7/26   | ガムシャラ!Sexy夏祭り!!で戦う各チームの特訓を大公開! 『草津名物の湯もみでリズム感＆腕力を養え!』 | ◆チーム者 | -                                                                  | - |
| 16 | 8/2    | ガムシャラSexy夏祭り!! 直前パフォーマンス追い込みスペシャル! | - | -                                                                  | ◇岩橋玄樹の漢字検定1級入魂! 『豪奢(ゴウシャ)』 |
| 17 | 8/9    | ガムシャラSexy夏祭り!! パフォーマンス大公開スペシャル（我・武） | - | -                                                                  | - |
| 18 | 8/17   | ガムシャラSexy夏祭り!! パフォーマンスバトル完結編 | - | -                                                                  | - |
| 19 | 8/23   | ガムシャラSexy夏祭り!! パフォーマンスバトル未公開映像大放出SP! | - | -                                                                  | - |
| 20 | 9/6    | ガムシャラSexy夏祭り!!ご褒美スペシャル 優勝したチーム羅のご褒美＆最下位のチーム武の追加特訓ロケ | MC：安井謙太郎 ◆チーム羅 ◆チーム武 | -                                                                  | - |
| 21 | 9/13   | ガムシャラSexy夏祭り!!褒美スペシャル 秋の大運動会スペシャル! | MC：安井謙太郎 ◆チーム羅 ◆チーム武 | -                                                                  | ◇松村北斗のほくほく北斗! 『もんじゃ』（近どう 中央区月島） |
| 21 | 9/13   | スポーツチャンバラを猛特訓! | ジェシー、中村嶺亜、安井謙太郎 松倉海斗、阿部顕嵐 宮近海斗、ヴァサイェガ光 | -                                                                  | - |
| 22 | 9/20   | スポーツチャンバラを猛特訓! | ジェシー、中村嶺亜、安井謙太郎 松倉海斗、阿部顕嵐 宮近海斗、ヴァサイェガ光 | -                                                                  | - |
| 23 | 9/27   | スポーツチャンバラを猛特訓!ジャニーズJr.が王者に挑む! | ジェシー、中村嶺亜、安井謙太郎 松倉海斗、阿部顕嵐 宮近海斗、ヴァサイェガ光 | -                                                                  | ◇ジェシーの壁ドンENGLISH 『会社で憧れの彼と廊下でぶつかった時に言われたいひと言』 |
| 23 | 9/27   | 夜の動物園に潜入 | 梶山朝日、髙地優吾、高田翔 仲田拡輝、森田美勇人 | -                                                                  | - |
| 24 | 10/4   | 夜の動物園に潜入完結編 | 梶山朝日、髙地優吾、高田翔 仲田拡輝、森田美勇人 | -                                                                  | - |
| 24 | 10/4   | 謎のスポーツに挑戦! 『フィーエルヤッペン』 | 阿部顕嵐、岸優太 真田佑馬、髙橋颯 | -                                                                  | - |
| 25 | 10/11  | - | 阿部顕嵐、岸優太 真田佑馬、髙橋颯 | ◇ゆうたの見分け方『一息で消せるろうそくの本数』 神宮寺勇太、岸優太 | |
| 26 | 10/18  | 真のリアクションのために地底湖を目指す! | 神宮寺勇太 松倉海斗 深澤辰哉 | -                                                                  | ◇松村北斗のほくほく北斗! 『小籠包』（南翔饅頭店 六本木ヒルズ店） |
| 27 | 10/25  | 真のリアクションのために地底湖を目指す! | 神宮寺勇太 松倉海斗 深澤辰哉 | -                                                                  | ◇髙橋颯のはじめてのフウ 『Tシャツ風船爆破!』 |
| 28 | 11/1   | 女性の気持ちを学べ! | 岩橋玄樹、安井謙太郎 松倉海斗、京本大我 | -                                                                  | ◇ジェシーの壁ドンENGLISH 『想いをよせている彼とエレベーターで一緒になった時に言われたい一言』 |
| 29 | 11/8   | 女性の気持ちを学べ! | 岩橋玄樹、安井謙太郎 松倉海斗、京本大我 | -                                                                  | - |
| 29 | 11/8   | スターの象徴“白タキシード”を守りきれ! | ジェシー、神宮寺勇太、松村北斗 阿部顕嵐、渡辺翔太 | -                                                                  | - |
| 30 | 11/22  | ジャニーズJr.大運動会『カメラ目線運動会』 前半（50mハードル走・ビーチフラッグ・走り高跳び） 後半（走り高跳び、カメラ目線チキンレース、500mリレー） 赤チーム：ジェシー・松倉海斗・羽生田挙武・田中樹・岩本照 青チーム：松村北斗・髙橋海人・諸星翔希・田島将吾・阿部顕嵐 緑チーム：岩橋玄樹・高橋颯・森本慎太郎・深澤辰哉・半澤暁 黄チーム：神宮寺勇太・松田元太・真田佑馬・萩谷慧悟・森田美勇人 MC：安井謙太郎            | ジャニーズJr.大運動会『カメラ目線運動会』 前半（50mハードル走・ビーチフラッグ・走り高跳び） 後半（走り高跳び、カメラ目線チキンレース、500mリレー） 赤チーム：ジェシー・松倉海斗・羽生田挙武・田中樹・岩本照 青チーム：松村北斗・髙橋海人・諸星翔希・田島将吾・阿部顕嵐 緑チーム：岩橋玄樹・高橋颯・森本慎太郎・深澤辰哉・半澤暁 黄チーム：神宮寺勇太・松田元太・真田佑馬・萩谷慧悟・森田美勇人 MC：安井謙太郎            | -                                                                  | - |
| 31 | 11/29  | ジャニーズJr.大運動会『カメラ目線運動会』 前半（50mハードル走・ビーチフラッグ・走り高跳び） 後半（走り高跳び、カメラ目線チキンレース、500mリレー） 赤チーム：ジェシー・松倉海斗・羽生田挙武・田中樹・岩本照 青チーム：松村北斗・髙橋海人・諸星翔希・田島将吾・阿部顕嵐 緑チーム：岩橋玄樹・高橋颯・森本慎太郎・深澤辰哉・半澤暁 黄チーム：神宮寺勇太・松田元太・真田佑馬・萩谷慧悟・森田美勇人 MC：安井謙太郎            | ジャニーズJr.大運動会『カメラ目線運動会』 前半（50mハードル走・ビーチフラッグ・走り高跳び） 後半（走り高跳び、カメラ目線チキンレース、500mリレー） 赤チーム：ジェシー・松倉海斗・羽生田挙武・田中樹・岩本照 青チーム：松村北斗・髙橋海人・諸星翔希・田島将吾・阿部顕嵐 緑チーム：岩橋玄樹・高橋颯・森本慎太郎・深澤辰哉・半澤暁 黄チーム：神宮寺勇太・松田元太・真田佑馬・萩谷慧悟・森田美勇人 MC：安井謙太郎            | -                                                                  | - |
| 32 | 12/6   | 極寒の海で真夏の演技! | MC：真田佑馬 安井謙太郎、京本大我 神宮寺勇太、阿部亮平 | -                                                                  | - |
| 33 | 12/13  | スター◯◯! | MC：渡辺翔太 岸優太、阿部顕嵐 森田美勇人、髙橋海人 | 『グラスハープ』 岩橋玄樹 神宮寺勇太 京本大我                      | - |
| 34 | 12/20  | 第1回 ガムデミー賞 阿部顕嵐・阿部亮平・井上瑞稀・岩橋玄樹・岩本照・梶山朝日・岸優太・京本大我・髙地優吾・真田佑馬 ジェシー・七五三掛龍也・神宮寺勇太・鈴木舜映・高田翔・髙橋海人・高橋颯・田島将吾・田中樹・寺西拓人 仲田拡輝・永田慈英・中村嶺亜・萩谷慧悟・羽生田挙武・林蓮音・半澤暁・ヴァサイェガ光・深澤辰哉・増田良 松倉海斗・松田元太・松村北斗・宮近海斗・森田美勇人・森本慎太郎・諸星翔希・安井謙太郎・渡辺翔太 | 第1回 ガムデミー賞 阿部顕嵐・阿部亮平・井上瑞稀・岩橋玄樹・岩本照・梶山朝日・岸優太・京本大我・髙地優吾・真田佑馬 ジェシー・七五三掛龍也・神宮寺勇太・鈴木舜映・高田翔・髙橋海人・高橋颯・田島将吾・田中樹・寺西拓人 仲田拡輝・永田慈英・中村嶺亜・萩谷慧悟・羽生田挙武・林蓮音・半澤暁・ヴァサイェガ光・深澤辰哉・増田良 松倉海斗・松田元太・松村北斗・宮近海斗・森田美勇人・森本慎太郎・諸星翔希・安井謙太郎・渡辺翔太 | 『グラスハープ』 岩橋玄樹 神宮寺勇太 京本大我                      | - |
| 35 | 12/27  | 第1回 ガムデミー賞 阿部顕嵐・阿部亮平・井上瑞稀・岩橋玄樹・岩本照・梶山朝日・岸優太・京本大我・髙地優吾・真田佑馬 ジェシー・七五三掛龍也・神宮寺勇太・鈴木舜映・高田翔・髙橋海人・高橋颯・田島将吾・田中樹・寺西拓人 仲田拡輝・永田慈英・中村嶺亜・萩谷慧悟・羽生田挙武・林蓮音・半澤暁・ヴァサイェガ光・深澤辰哉・増田良 松倉海斗・松田元太・松村北斗・宮近海斗・森田美勇人・森本慎太郎・諸星翔希・安井謙太郎・渡辺翔太 | 第1回 ガムデミー賞 阿部顕嵐・阿部亮平・井上瑞稀・岩橋玄樹・岩本照・梶山朝日・岸優太・京本大我・髙地優吾・真田佑馬 ジェシー・七五三掛龍也・神宮寺勇太・鈴木舜映・高田翔・髙橋海人・高橋颯・田島将吾・田中樹・寺西拓人 仲田拡輝・永田慈英・中村嶺亜・萩谷慧悟・羽生田挙武・林蓮音・半澤暁・ヴァサイェガ光・深澤辰哉・増田良 松倉海斗・松田元太・松村北斗・宮近海斗・森田美勇人・森本慎太郎・諸星翔希・安井謙太郎・渡辺翔太 | 『グラスハープ』 岩橋玄樹 神宮寺勇太 京本大我                      | - |

| 回 | 放送日 | ガムシャラ!○○! | ガムシャラ!○○! | EXシアターで一発決めたるJ!            | 個人コーナー                                                                      |
| -- | ------ | --- | --- | ------------------------------------- | --------------------------------------------------------------------------------- |
| 36 | 1/10   | 強運王No.1決定戦 | MC：安井謙太郎 ジェシー、岩橋玄樹、神宮寺勇太 岸優太、阿部顕嵐、諸星翔希 | 『三味線』 松村北斗 森本慎太郎 田中樹 | -                                                                                 |
| 37 | 1/17   | 強運王No.1決定戦 | MC：安井謙太郎 ジェシー、岩橋玄樹、神宮寺勇太 岸優太、阿部顕嵐、諸星翔希 | 『三味線』 松村北斗 森本慎太郎 田中樹 | -                                                                                 |
| 38 | 1/24   | 厄落としの旅in京都 | 安井謙太郎、京本大我 神宮寺勇太、阿部亮平 | 『三味線』 松村北斗 森本慎太郎 田中樹 | -                                                                                 |
| 39 | 1/31   | 厄落としの旅in京都 | 安井謙太郎、京本大我 神宮寺勇太、阿部亮平 | 『三味線』 松村北斗 森本慎太郎 田中樹 | -                                                                                 |
| 40 | 2/7    | スター◯◯第2弾! | MC：渡辺翔太 森田美勇人、阿部顕嵐 松倉海斗、長妻怜央 | 『ストラックアウト』 岩橋玄樹         |                                                                                   |
| 41 | 2/14   | スター◯◯第2弾! | MC：渡辺翔太 森田美勇人、阿部顕嵐 松倉海斗、長妻怜央 | 『ストラックアウト』 岩橋玄樹         | -                                                                                 |
| 41 | 2/14   | バレンタインデーに備えろ! | MC：田中樹 ジェシー、松村北斗 岩橋玄樹、宮近海斗 | 『ストラックアウト』 岩橋玄樹         | -                                                                                 |
| 42 | 2/21   | バレンタインデーに備えろ! | MC：田中樹 ジェシー、松村北斗 岩橋玄樹、宮近海斗 | 『ストラックアウト』 岩橋玄樹         | ◇松村北斗 理想のチョコのもらい方                                                  |
| 43 | 2/28   | チャンピオンを倒して その称号を奪え! | 森本慎太郎、松村北斗 安井謙太郎、岩橋玄樹 半澤暁、阿部亮平、鈴木瞬映 | 『ストラックアウト』 岩橋玄樹         | -                                                                                 |
| 44 | 3/7    | チャンピオンを倒して その称号を奪え! | 森本慎太郎、松村北斗 安井謙太郎、岩橋玄樹 半澤暁、阿部亮平、鈴木瞬映 | -                                     | -                                                                                 |
| 45 | 3/14   | アイドルワードぶっこみ王！ | MC：ジェシー MC：岸優太 岩橋玄樹、神宮寺勇太 阿部顕嵐、宮近海斗 | -                                     | -                                                                                 |
| 46 | 3/21   | アイドルワードぶっこみ王！ | MC：ジェシー MC：岸優太 岩橋玄樹、神宮寺勇太 阿部顕嵐、宮近海斗 | -                                     | -                                                                                 |
| 47 | 3/28   | ピンチ回避王決定戦 | MC：安井謙太郎 田中樹（ピンチ劇団座長）、ジェシー 萩谷慧悟、森田美勇人 阿部顕嵐、中村海人 | -                                     | -                                                                                 |
| 48 | 4/4    | ピンチ回避王決定戦 | MC：安井謙太郎 田中樹（ピンチ劇団座長）、ジェシー 萩谷慧悟、森田美勇人 阿部顕嵐、中村海人 | -                                     | -                                                                                 |
| 49 | 4/11   | 1周年スペシャル | MC：森田美勇人 ジェシー、岩橋玄樹、神宮寺勇太 松村北斗、髙地優吾、安井謙太郎 阿部顕嵐、松倉海斗、半澤暁 寺西拓人、髙橋海人、長妻怜央 | -                                     | ◇ほくほく北斗対決 寺西拓人vs松村北斗 『じゃがバター天（磯揚げ まる天 熱海店）』   |
| 50 | 4/18   | 1周年スペシャル | MC：森田美勇人 ジェシー、岩橋玄樹、神宮寺勇太 松村北斗、髙地優吾、安井謙太郎 阿部顕嵐、松倉海斗、半澤暁 寺西拓人、髙橋海人、長妻怜央 | -                                     | -                                                                                 |
| 51 | 4/25   | 目指せ!スターのプロフィール | MC：半澤暁 ジェシー、京本大我、安井謙太郎 岸優太、阿部顕嵐、宮近海斗 神宮寺勇太、岩橋玄樹、中村嶺亜 髙橋颯、森田美勇人 | -                                     | -                                                                                 |
| 52 | 5/2    | 目指せ!スターのプロフィール | MC：半澤暁 ジェシー、京本大我、安井謙太郎 岸優太、阿部顕嵐、宮近海斗 神宮寺勇太、岩橋玄樹、中村嶺亜 髙橋颯、森田美勇人 | -                                     | -                                                                                 |
| 53 | 5/9    | 地獄のカレーキャンプ | MC：安井謙太郎 阿部顕嵐、宮近海斗、松倉海斗 松田元太、森田美勇人、鈴木舜映 | -                                     | -                                                                                 |
| 54 | 5/16   | 地獄のカレーキャンプ | MC：安井謙太郎 阿部顕嵐、宮近海斗、松倉海斗 松田元太、森田美勇人、鈴木舜映 | -                                     | -                                                                                 |
| 55 | 5/23   | へんてこ競技の達人大集合! | MC：安井謙太郎 ジェシー、田中樹、岸優太 神宮寺勇太、菅田琳寧、髙橋海人 | -                                     | -                                                                                 |
| 56 | 5/30   | へんてこ競技の達人大集合! | MC：安井謙太郎 ジェシー、田中樹、岸優太 神宮寺勇太、菅田琳寧、髙橋海人 | -                                     | -                                                                                 |
| 57 | 6/6    | パフォーマンスバトル開催発表 ◆チーム我（フリースタイルバスケ） ジェシー・森田美勇人・増田良・半澤暁・田中樹 ◆チーム武（ブレイクダンス） 岩橋玄樹・岸優太・高橋颯・菅田琳寧・林蓮音 ◆チーム者（ファンカッション） 神宮寺勇太・萩谷慧悟・田島将吾・松田元太・羽生田挙武 ◆チーム羅（ダブルダッチ） 松村北斗・森本慎太郎・髙地優吾・中村嶺亜・岡本カウアン ◆チーム覇（インラインスケート） 安井謙太郎・阿部顕嵐・宮近海斗・橋本涼・井上瑞稀 | パフォーマンスバトル開催発表 ◆チーム我（フリースタイルバスケ） ジェシー・森田美勇人・増田良・半澤暁・田中樹 ◆チーム武（ブレイクダンス） 岩橋玄樹・岸優太・高橋颯・菅田琳寧・林蓮音 ◆チーム者（ファンカッション） 神宮寺勇太・萩谷慧悟・田島将吾・松田元太・羽生田挙武 ◆チーム羅（ダブルダッチ） 松村北斗・森本慎太郎・髙地優吾・中村嶺亜・岡本カウアン ◆チーム覇（インラインスケート） 安井謙太郎・阿部顕嵐・宮近海斗・橋本涼・井上瑞稀 | -                                     | -                                                                                 |
| 57 | 6/6    | 夏前に男らしいタフガイボディを手に入れろ! | MC：安井謙太郎 松村北斗、萩谷慧悟 森田美勇人、諸星翔希、松倉海斗 | -                                     | -                                                                                 |
| 58 | 6/13   | 夏前に男らしいタフガイボディを手に入れろ! | MC：安井謙太郎 松村北斗、萩谷慧悟 森田美勇人、諸星翔希、松倉海斗 | -                                     | -                                                                                 |
| 58 | 6/13   | 2015年夏 パフォーマンスバトル チーム我・覇の練習初日 | ◆チーム我 ◆チーム覇 | -                                     | -                                                                                 |
| 59 | 6/20   | 2015年夏 パフォーマンスバトル チーム羅・武・者の練習初日 | ◆チーム羅 ◆チーム武 ◆チーム者 | -                                     | ◇ゆうたの見分け方『粉の中から飴探し』 神宮寺勇太、岸優太                          |
| 60 | 6/27   | 2015年夏 パフォーマンスバトル | ◆チーム覇 ◆チーム我 ◆チーム羅 | -                                     | ◇髙橋海人のイッパツかいとー 『男子からお母さん扱い。どうすれば恋愛対象になれる?』 |
| 61 | 7/4    | 2015年夏 パフォーマンスバトル | ◆チーム覇 ◆チーム者 ◆チーム羅 | -                                     | ◇北斗の犬『もんじろう君』                                                         |
| 62 | 7/11   | 2015年夏 パフォーマンスバトル | ◆チーム我 ◆チーム者 ◆チーム武 | -                                     | ◇ジェシーの禁じられた遊び                                                         |
| 63 | 7/25   | 2015年夏 パフォーマンスバトル | ◆チーム覇 ◆チーム羅 ◆チーム武 ◆チーム者 ◆チーム我 | -                                     | ◇噂の研究室 松倉海斗『吊り橋効果』                                                |
| 64 | 8/8    | 2015年夏 パフォーマンスバトル | ◆チーム我 ◆チーム武 ◆チーム覇 | -                                     | -                                                                                 |
| 65 | 8/15   | 2015年夏 パフォーマンスバトル | ◆チーム者 ◆チーム羅 | -                                     | ◇ゆうたの見分け方『コサックダンス』 神宮寺勇太、岸優太                            |
| 66 | 8/22   | 2015年夏 パフォーマンスバトル | ◆チーム我 ◆チーム羅 ◆チーム武 | -                                     | -                                                                                 |
| 67 | 8/29   | なぐさめご褒美企画! | MC：真田佑馬 ◆チーム者 ◆チーム覇 | -                                     | -                                                                                 |
| 68 | 9/5    | なぐさめご褒美企画!未公開映像 | MC：真田佑馬 ◆チーム者 ◆チーム覇 ◆チーム我 ◆チーム武 ◆チーム羅 | -                                     | -                                                                                 |
| 69 | 9/12   | （秘）リゾートで宝箱争奪!我 武 羅 ご褒美バトルSP | ◆チーム我 ◆チーム武 ◆チーム羅 | -                                     | ◇北斗の犬『チロ君』                                                               |
| 70 | 9/19   | （秘）リゾートで宝箱争奪!我 武 羅 ご褒美バトルSP | ◆チーム我 ◆チーム武 ◆チーム羅 | -                                     | -                                                                                 |
| 71 | 9/26   | ○○アイドルを目指せ! | MC：宮近海斗 岸優太、神宮寺勇太、岩橋玄樹 高橋颯、本高克樹、長妻怜央 | -                                     | -                                                                                 |
| 72 | 10/3   | ○○アイドルを目指せ! | MC：宮近海斗 岸優太、神宮寺勇太、岩橋玄樹 高橋颯、本高克樹、長妻怜央 | -                                     | -                                                                                 |
| 72 | 10/3   | お宝映像撮影会 | 谷村龍一、阿部顕嵐、神宮寺勇太 松田元太、岩橋玄樹、鈴木舜映 岸優太、（他VTR出演） | -                                     | -                                                                                 |
| 73 | 10/10  | ちがうちがう俺たちアイドルだって!禁断動画60分SP | 谷村龍一、阿部顕嵐、神宮寺勇太 松田元太、岩橋玄樹、鈴木舜映 岸優太、（他VTR出演） | -                                     | -                                                                                 |
| 74 | 10/17  | チーム対抗眼力選手権! | MC：深澤辰哉 松村北斗、安井謙太郎、岸優太 神宮寺勇太、松倉海斗、森田美勇人 | -                                     | -                                                                                 |
| 75 | 10/24  | チーム対抗眼力選手権! | MC：深澤辰哉 松村北斗、安井謙太郎、岸優太 神宮寺勇太、松倉海斗、森田美勇人 | -                                     | -                                                                                 |
| 76 | 10/31  | グッとくる質問選手権！ | MC：安井謙太郎 ジェシー、阿部亮平、神宮寺勇太 本高克樹、森田美勇人、田島将吾 | -                                     | -                                                                                 |
| 77 | 11/7   | グッとくる質問選手権！ | MC：安井謙太郎 ジェシー、阿部亮平、神宮寺勇太 本高克樹、森田美勇人、田島将吾 | -                                     | -                                                                                 |
| 78 | 11/14  | ジャニーズJr.vsスゴ技名人 | MC：田中樹 ジェシー、森本慎太郎、岩橋玄樹 宮近海斗、村木亮太、髙橋優斗 | -                                     | -                                                                                 |
| 79 | 11/21  | ジャニーズJr.vsスゴ技名人 | MC：田中樹 ジェシー、森本慎太郎、岩橋玄樹 宮近海斗、村木亮太、髙橋優斗 | -                                     | -                                                                                 |
| 80 | 11/28  | 強運王 No.1決定戦! | MC：安井謙太郎 ジェシー、松村北斗、京本大我 岩橋玄樹、松倉海斗、谷村龍一 | -                                     | ◇松村北斗のほくほく北斗! 『今川焼き（月島屋）』                                   |
| 81 | 12/5   | 強運王 No.1決定戦! | MC：安井謙太郎 ジェシー、松村北斗、京本大我 岩橋玄樹、松倉海斗、谷村龍一 | -                                     | ◇ゆうたの見分け方『歩数計ダンシング』 神宮寺勇太、岸優太                          |
| 82 | 12/12  | ピンチ回避王 決定戦! | MC：安井謙太郎 田中樹（ピンチ劇団座長） 渡辺翔太、深澤辰哉、岸優太 神宮寺勇太、半澤暁 | -                                     | -                                                                                 |
| 83 | 12/19  | ピンチ回避王 決定戦! | MC：安井謙太郎 田中樹（ピンチ劇団座長） 渡辺翔太、深澤辰哉、岸優太 神宮寺勇太、半澤暁 | -                                     | -                                                                                 |
| 83 | 12/19  | ガムシャラ大王 決定戦! | MC：安井謙太郎 ジェシー、松村北斗 岩橋玄樹、神宮寺勇太、岸優太 深澤辰哉、松倉海斗 | -                                     | -                                                                                 |
| 84 | 12/26  | ガムシャラ大王 決定戦! | MC：安井謙太郎 ジェシー、松村北斗 岩橋玄樹、神宮寺勇太、岸優太 深澤辰哉、松倉海斗 | -                                     | -                                                                                 |
| 84 | 12/26  | ワケあり映像大公開! | （VTR出演多数） | -                                     | -                                                                                 |
| 84 | 12/26  | 2015年に大活躍したJr.たち | 谷村龍一、阿部顕嵐 高橋颯、長妻怜央 | -                                     | -                                                                                 |

| 回 | 放送日 | ガムシャラ!○○! | ガムシャラ!○○!                                                                   |
| -- | ------ | --- | -------------------------------------------------------------------------------- |
| 85 | 1/9    | 今日は皆でダラダラ！頑張らないお正月企画 | 松村北斗、阿部亮平、安井謙太郎 諸星翔希、岸優太、神宮寺勇太 松倉海斗、岩橋玄樹   |
| 86 | 1/16   | センス王決定戦! | 安井謙太郎、岸優太、神宮寺勇太 岩橋玄樹、髙橋颯、森田美勇人                      |
| 87 | 1/23   | センス王決定戦! | 安井謙太郎、岸優太、神宮寺勇太 岩橋玄樹、髙橋颯、森田美勇人                      |
| 88 | 1/30   | 五感No.1決定戦! | 萩谷慧悟、安井謙太郎、岸優太 宮近海斗、神宮寺勇太、岩橋玄樹 中村海人、森田美勇人 |
| 89 | 2/6    | 五感No.1決定戦! | 萩谷慧悟、安井謙太郎、岸優太 宮近海斗、神宮寺勇太、岩橋玄樹 中村海人、森田美勇人 |
| 90 | 2/13   | 女心をつかめ!胸キュン王 | 真田佑馬、安井謙太郎、岸優太 阿部顕嵐、宮近海斗、森田美勇人                      |
| 91 | 2/20   | ボツネタ企画 レスキュー隊 | 安井謙太郎、岸優太、阿部顕嵐 宮近海斗、中村海人 森田美勇人、寺西拓人             |
| 92 | 2/27   | ボツネタ企画 レスキュー隊 | 安井謙太郎、岸優太、阿部顕嵐 宮近海斗、中村海人 森田美勇人、寺西拓人             |
| 92 | 2/27   | チーム対抗!眼力vs演技力選手権! | 深澤辰哉、松村北斗、神宮寺勇太 岩橋玄樹、ジェシー 森田美勇人、長妻怜央           |
| 93 | 3/5    | チーム対抗!眼力vs演技力選手権! | 深澤辰哉、松村北斗、神宮寺勇太 岩橋玄樹、ジェシー 森田美勇人、長妻怜央           |
| 94 | 3/12   | チーム対抗!眼力vs演技力選手権! | 深澤辰哉、松村北斗、神宮寺勇太 岩橋玄樹、ジェシー 森田美勇人、長妻怜央           |
| 95 | 3/19   | 笑っちゃった名場面SP - スター◯◯ PART2 - 白タキシードを汚さず守れ - 地底湖を目ざせ - カメラ目線運動会 - ピンチ回避王 PART1 - 強運王No.1決定戦PART2 - ボツネタ企画 レスキュー隊 - 眼力選手権PART1 - ジェシーの禁じられた遊び - お宝映像撮影会 - 演る時はやるJr （フィーエルヤッペン） | -                                                                                |
| 96 | 3/26   | 笑っちゃった名場面 ベスト10 10位:女心を理解するための女装 9位:真冬の海で真夏の演技 8位:魅惑のプロフィール大作戦 7位:タフガイツアー 6位:いかなる時も空気を読め 5位:達人を倒せ！ 4位:強運王No1決定戦 PART1 3位:◯◯シェイプアップ 2位:波乱の熱海慰安旅行 1位:五感 No.1決定戦            | -                                                                                |
| 97 | 4/2    | 最終回ですスペシャル 2015夏パフォーマンスバトル! 【チーム我】ショーバスケット 【チーム武】フリースタイルダンス 【チーム者】ファンカッション 【チーム羅】ダブルダッチ 【チーム覇】インラインスケート                                                                                 | -                                                                                |

## ネット局と放送時間
| 放送対象地域 | 放送局           | 系列           | 放送日時                     | 放送開始日     | ネット状況 |
| ------------ | ---------------- | -------------- | ---------------------------- | -------------- | ---------- |
| 関東広域圏   | テレビ朝日       | テレビ朝日系列 | 日曜 1:45 - 2:15（土曜深夜） | 2014年4月13日  | 制作局     |
| 近畿広域圏   | 朝日放送（ABC）  | テレビ朝日系列 | 火曜 2:44 - 3:14（月曜深夜） | 2014年4月22日  | 遅れネット |
| 静岡県       | 静岡朝日テレビ   | テレビ朝日系列 | 月曜 1:58 - 2:28（日曜深夜） | 2014年10月6日  | 遅れネット |
| 宮城県       | 東日本放送       | テレビ朝日系列 | 日曜 2:05 - 2:35（土曜深夜） | 2014年10月5日  | 遅れネット |
| 長崎県       | 長崎文化放送     | テレビ朝日系列 | 水曜 1:21 - 1:51（火曜深夜） | 2014年10月8日  | 遅れネット |
| 広島県       | 広島ホームテレビ | テレビ朝日系列 | 木曜 1:51 - 2:21（水曜深夜） | 2014年10月9日  | 遅れネット |
| 岩手県       | 岩手朝日テレビ   | テレビ朝日系列 | 土曜 5:05 - 5:35             | 2014年10月18日 | 遅れネット |
| 福島県       | 福島放送         | テレビ朝日系列 | 月曜 1:50 - 2:20（日曜深夜） | 2014年10月20日 | 遅れネット |
| 青森県       | 青森朝日放送     | テレビ朝日系列 | 火曜 1:40 - 2:10（月曜深夜） | 2014年10月21日 | 遅れネット |
| 長野県       | 長野朝日放送     | テレビ朝日系列 | 日曜 1:45 - 2:15（土曜深夜） | 2014年10月23日 | 遅れネット |
| 石川県       | 北陸朝日放送     | テレビ朝日系列 | 月曜 1:10 - 1:40（日曜深夜） | 2014年11月10日 | 遅れネット |

## スタッフ
- 構成:樅野太紀、石塚祐介、谷口マサヒト、吉川泰生
- ナレーション:森一丁、細谷美友
- TP:橋本雄司
- CAM:伊郷憲二
- VE:土井理沙
- 音声:高橋幸則
- 美術:小林尚弘
- デザイン:小谷知輝
- 美術進行:北浦浩一郎、柴田岳
- 装飾:塚谷将朗
- EED:谷崎健一、今井良太、土屋英明、涌井真史、鈴木綾香、後藤孝則
- MA:荒川望、本橋純一
- 音効:岡田淳一
- 編成:田中真由子
- 宣伝:平野三和、吉原智美
- 技術協力:ニユーテレス、オールビジョン
- 特別協力:ジャニーズ事務所
- 制作スタッフ:三村美絵、小林剛史、西田周平、平内裕也、秋元裕、原田洋輔
- アシスタントプロデューサー:小林智武、鈴木園子
- ディレクター:栗原大祐、小出泰寛、小倉弘正、真船潤、雨宮雄太
- チーフディレクター:日野力
- プロデューサー:藤本周二、細越貴子(オフィスぼくら)
- ゼネラルプロデューサー:奥田創史
- 制作協力:オフィスぼくら
- 制作著作:テレビ朝日

### 過去のスタッフ
- 構成:久保貴義、梅田道人
- 音効:高橋直幹
- 編成:松瀬俊一郎、船引貴史
- 制作スタッフ:渡邊亮介
- プロデューサー:五十嵐久也(ウイッシュカンパニー)
- PD:大岡慎介(ウイッシュカンパニー)

- 制作協力:ウイッシュカンパニー